# FC Hergiswil
FC Hergiswil is een Zwitserse voetbalclub uit Hergiswil. De club werd opgericht op 12 juli 1933 en speelt in de 2. Liga Interregional wat overeen komt met de 5de klasse van het Zwitsers voetbal.